# Juan Gilberto Núñez
Juan Gilberto Núñez  Castillo (Cali , Valle del Cauca , Colombia; 25 de marzo de 1986) es un exfutbolista colombiano, que jugaba de mediocampista.

## Trayectoria
Juega todo el 2014 para el Fortaleza anotando 5 goles sin embargo eso no lo salvó del descenso.
En el 2016 llega como refuerzo del Sport Huancayo a pedido de Diego Umaña Sin embargo en mayo de este año se le rescinde el contrato debido al poco rendimiento esperado.

## Selección nacional
Con la Selección Colombia hizo parte del equipo que logró el cuarto lugar en la Copa Mundial de Fútbol Sub-17 de 2003 disputada en Finlandia.

## Clubes
| Club                     | País                | Año                 | Partidos | Goles |
| ------------------------ | ------------------- | ------------------- | -------- | ----- |
| Deportes Quindío         | Colombia            | 2004 - 2007         | 72       | 2     |
| Atlético Huila           | Colombia            | 2008                | 29       | 4     |
| Boyacá Chicó             | Colombia            | 2009 - 2010         | 80       | 14    |
| La Equidad               | Colombia            | 2011                | 39       | 7     |
| Junior                   | Colombia            | 2012                | 26       | 7     |
| América de Cali          | Colombia            | 2013                | 22       | 6     |
| Fortaleza                | Colombia            | 2014                | 24       | 5     |
| Cafetaleros de Tapachula | México              | 2015                | 16       | 2     |
| Harbin Yiteng            | China               | 2015                | 10       | 4     |
| Sport Huancayo           | Perú                | 2016                | 11       | 0     |
| Deportivo Pasto          | Colombia            | 2016 - 2017         | 36       | 1     |
| Deportivo Pereira        | Colombia            | 2018                | 12       | 0     |
| Total en su carrera      | Total en su carrera | Total en su carrera | 305      | 50    |